# Battrans
Battrans é uma comuna francesa na região administrativa de Borgonha-Franco-Condado, no departamento de Alto Sona. Estende-se por uma área de 5,32 km². Em 2010 a comuna tinha 244 habitantes (densidade: 45,9 hab./km²).